# Zhang Guangyu

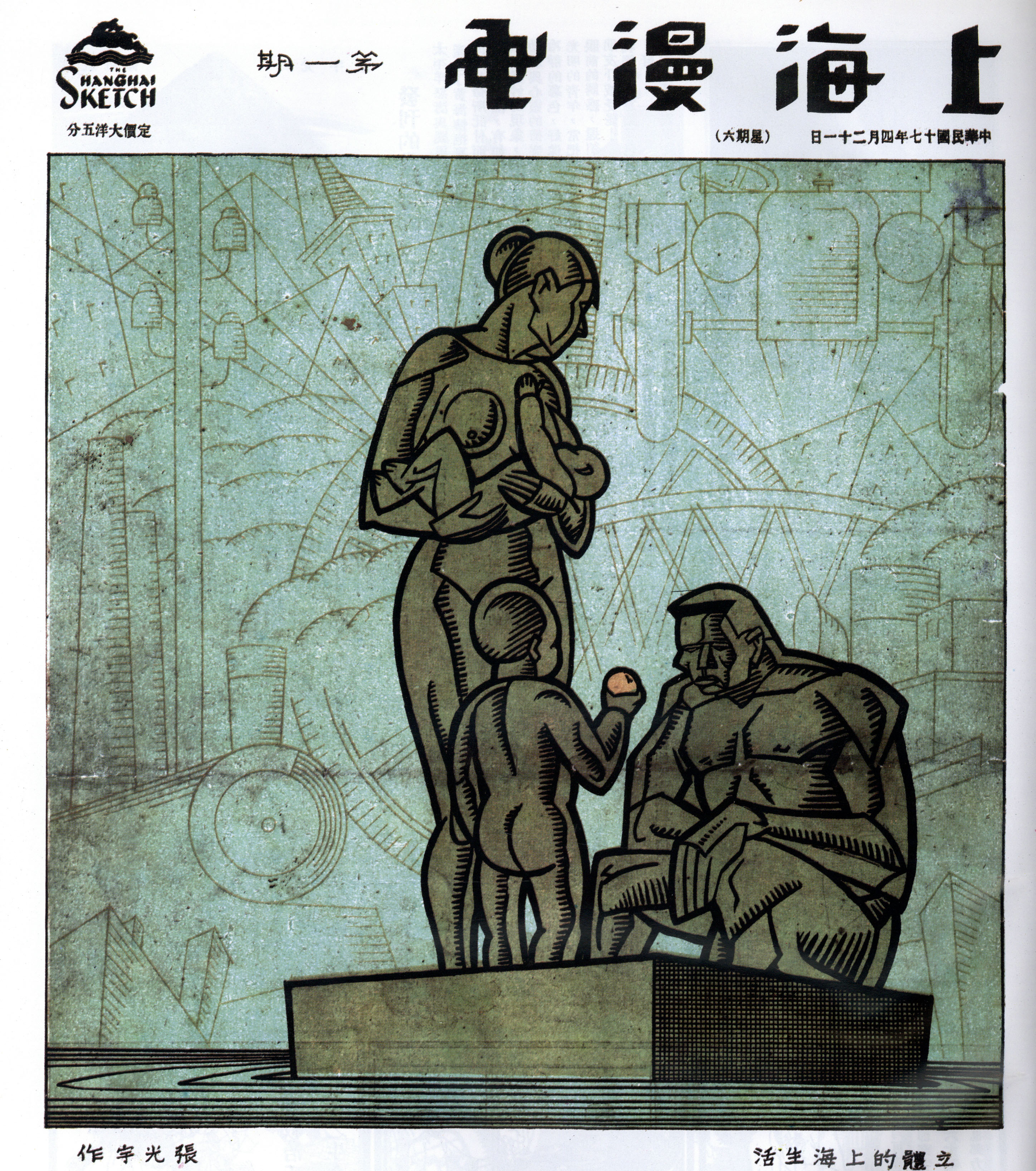
Il·lustració cubista a la primera portada de Sanghai Manhua.

Zhang Guangyu (xinès simplificat: 張光宇, pinyin: Zhāng Guāngyǔ) (Wuxi, 25 d'agost de 1900 - 4 de maig de 1965) és un dibuixant i artista xinés, pioner de l'art comercial i publicitari, i creador del primer grup dedicat al còmic al país. El seu estil va ser definit com la suma de Picasso i el Chenghuangmiao, així com El Walt Disney de la Xina.

## Biografia
Tot i nàixer a Jiangsu, més al nord, viurà la joventut a Xangai, on comença a destacar com artista. Fou deixeble de Zhang Yuguang, i juntament amb el seu company Xie Zhiguang, va publicar a revistes on col·laborava el seu mentor, com Shijie Huabao i Huaji Huabao. En el camp publicitari, va treballar per a companyies tabaqueres.
Juntament amb Ding Song, se'l considerava com un dels líders de la publicació Shanghai Manhua, que no tenia estructura formal. Quan la revista tanca, va crear Shidai Manhua, un referent de la premsa de Xangai i la Xina durant la dècada del 1930. Per al final de la Segona guerra sinojaponesa, Zhang treballa en la seua versió manhua de viatge a l'oest, que no es publicaria en llibre fins al 1958. Eixos dissenys serien utilitzats a la versió cinematogràfica del 1962, Danao Tiangong.
Va morir a Beijing el 1965, a causa d'una malaltia. La seua contribució a la història de l'art xinés va ser poc coneguda fins a la dècada del 1990, quan comença a ser valorada pel públic xinés i la comunitat artística gràcies a gent com Zhangye i Ding Song, sent considerat com un dels artistes i dissenyadors més importants del segle xx. Les seues obres s'han exposat a Chongqing, Chengdu, Hong Kong i Suzhou.